# Matty Fryatt
Matthew Charles Fryatt (Nuneaton, 5 marzo 1986) è un ex calciatore inglese, di ruolo attaccante.

## Caratteristiche tecniche
Era una prima punta capace di giocare da esterno in un tridente.

## Palmarès

### Club

#### Competizioni nazionali
- Football League One: 1

Leicester City: 2008-2009

### Individuale
- League One Player of the Year: 1

2008-2009